# دنيس برادي
دنيس برادي (28 يونيو 1951 في نيوزيلندا - ) (بالإنجليزية: Dennis Brady)‏ هو لاعب كريكت نيوزلندي.

## وصلات خارجية
- دنيس برادي على موقع إي آس بي آن كريك إنفو (الإنجليزية)